# Llista d'observatoris astronòmics de Catalunya
La llista d'observatoris astronòmics de Catalunya inclou els observatoris ubicats a Catalunya que tenen codi d'observatori. L'objectiu dels observatoris no és sempre el mateix, alguns estan creats per a la investigació, com el Fabra, el de l'Ebre o el del Montsec, i altres per dur a terme activitats de divulgació o pedagogia, com el de Sabadell o Pujalt. El més antic és el Fabra de Barcelona, creat el 1904, que juntament amb el de Sabadell són els que tenen una més àmplia tradició astronòmica.
| Nom                           | Municipi                 | Wikidata   | Web oficial                               | Foto | Codi |
| ----------------------------- | ------------------------ | ---------- | ----------------------------------------- | ---- | ---- |
| Àger                          | Àger                     | Q21899369  |                                           |      | B22  |
| Àger                          | Àger                     | Q21899369  |                                           |      | B54  |
| Can Maciarol 2                | Àger                     | Q21899369  |                                           |      | A01  |
| Can Maciarol 8                | Àger                     | Q21899369  |                                           |      | A02  |
| Joan Roget                    | Àger                     | Q21899369  |                                           |      | C17  |
| Via Làctea                    | Àger                     | Q21899369  |                                           |      | C21  |
| Estels                        | Àger                     | Q21899369  |                                           |      | C76  |
| Teatrillo de Lyra             | Àger                     | Q21899369  |                                           |      | C74  |
| Anys de Llum                  | Àger                     | Q21899369  |                                           |      | C07  |
| La Fossil                     | Àger                     | Q21899369  |                                           |      | K04  |
| Àger                          | Àger                     | Q21899369  |                                           |      | L43  |
| PeLe's Observatory            | Àger                     |            |                                           |      | M06  |
| Albanyà                       | Albanyà                  | Q102150392 |                                           |      | L17  |
| L'Ametlla de Mar              | L'Ametlla de Mar         | Q980524    |                                           |      | 946  |
| L'Ametlla de Mar              | L'Ametlla de Mar         |            |                                           |      | D49  |
| L'Ametlla del Vallès          | L'Ametlla del Vallès     |            |                                           |      | B37  |
| L'Ampolla                     | L'Ampolla                |            |                                           |      | B29  |
| Badalona                      | Badalona                 |            |                                           |      | C84  |
| Badalona Boreal               | Badalona                 |            |                                           |      | M03  |
| Banyoles                      | Banyoles                 |            |                                           |      | B87  |
| Begues                        | Begues                   |            |                                           |      | 170  |
| Blanes                        | Blanes                   |            |                                           |      | C86  |
| Roser                         | Blanes                   |            |                                           |      | C79  |
| Montcabrer                    | Cabrils                  |            |                                           |      | 213  |
| Escaldarium Observatory       | Caldes de Montbui        |            |                                           |      | D28  |
| Can Roig                      | Llagostera               |            |                                           |      | C99  |
| Carmelita                     | Tiana                    |            |                                           |      | B20  |
| Tiana                         | Tiana                    |            |                                           |      | B89  |
| Castelltallat                 | Sant Mateu de Bages      | Q11939209  | Web                                       |      |      |
| Corbera                       | Corbera                  |            |                                           |      | A10  |
| Sant Pere                     | Mataró                   | Q102149707 | Web                                       |      | B56  |
| Mataró                        | Mataró                   |            |                                           |      | A06  |
| Iluro                         | Mataró                   |            |                                           |      | B19  |
| Ebre                          | Roquetes                 | Q19257162  | Web                                       |      |      |
| El Far                        | El Far d'Empordà         |            |                                           |      | B52  |
| El Vendrell                   | El Vendrell              |            |                                           |      | B71  |
| Fort Pius                     | Barcelona                |            |                                           |      | A75  |
| Fabra                         | Barcelona                | Q1373728   | Web                                       |      | 006  |
| Lliçà d'Amunt                 | Lliçà d'Amunt            |            |                                           |      | K09  |
| Garraf                        | Olivella                 | Q6048250   | Web                                       |      | L93  |
| Masquefa                      | Masquefa                 |            |                                           |      | 232  |
| Les Planes de Son             | Alt Àneu                 | Q20107039  | Web                                       |      | C29  |
| Montsec                       | Sant Esteve              | Q126893    | Web Arxivat 2020-11-28 a Wayback Machine. |      | C65  |
| Montsec ROA                   | Sant Esteve de la Sarga  | Q126893    |                                           |      | G27  |
| Montsec AAS                   | Sant Esteve de la Sarga  | Q126893    |                                           |      | K03  |
| Montseny                      | Riells i Viabrea         |            |                                           |      | B06  |
| Royal Park                    | Gualba                   |            |                                           |      | C02  |
| Laietana                      | Parets del Vallès        |            |                                           |      | B57  |
| Pallerols                     | Sant Antolí i Vilanova   |            |                                           |      | C27  |
| Les Pedritxes                 | Matadepera               |            |                                           |      | G08  |
| Piera                         | Piera                    | Q254958    |                                           |      | 165  |
| Pujalt                        | Pujalt                   | Q19368123  | Web                                       |      | M04  |
| Sant Martí Sesgueioles        | Sant Martí Sesgueioles   |            |                                           |      | C71  |
| Santa Coloma de Gramenet      | Santa Coloma de Gramenet |            |                                           |      | B99  |
| Sant Celoni                   | Sant Celoni              |            |                                           |      | B70  |
| Petit Sant Feliu              | Sant Feliu de Llobregat  |            |                                           |      | D02  |
| Sabadell                      | Sabadell                 | Q5646313   | Web                                       |      | 619  |
| Paus                          | Sabadell                 |            |                                           |      | B49  |
| Berta                         | Sabadell                 |            |                                           |      | C12  |
| Montjoia                      | Sabadell                 | Q102157912 |                                           |      | 953  |
| Santa Maria de Montmagastrell | Tàrrega                  |            |                                           |      | B74  |
| Terrassa                      | Terrassa                 |            |                                           |      | C35  |
| Montagut                      | Terrassa                 |            |                                           |      | K06  |
| Torredembarra                 | Torredembarra            |            |                                           |      | A03  |
| Sant Gervasi                  | Barcelona                |            |                                           |      | A90  |
| Valldoreix                    | Sant Cugat del Vallès    |            |                                           |      | B61  |
| Lledoner                      | Vallirana                |            |                                           |      | K08  |
| Vinyols                       | Vinyols                  |            |                                           |      | C90  |
| Astropriorat                  | La Torre de Fontaubella  |            |                                           |      | M02  |